# Bad Schussenried
Bad Schussenried là một xã ở huyện Biberach ở bang Baden-Württemberg thuộc nước Đức. Đô thị này có diện tích 55,01 km², dân số thời điểm 31 tháng 12 năm 2020 là 8853 người.